# Halowe Mistrzostwa Europy w Lekkoatletyce 1980 – bieg na 60 m przez płotki kobiet
Bieg na 60 metrów przez płotki kobiet – jedna z konkurencji biegowych rozgrywanych podczas halowych lekkoatletycznych mistrzostw Europy w hali Glaspalast w Sindelfingen. Eliminacje, półfinały i bieg finałowy zostały rozegrane 1 marca 1980. Zwyciężyła reprezentantka Polski Zofia Bielczyk, która w finale ustanowiła nieoficjalny halowy rekord świata wynikiem 7,77 s. Tytułu zdobytego na poprzednich mistrzostwach nie broniła Danuta Perka z Polski.

## Rezultaty

### Eliminacje
Rozegrano 3 biegi eliminacyjne, do których przystąpiło 14 biegaczek. Awans do półfinału dawało zajęcie jednego z pierwszych trzech miejsc w swoim biegu (Q). Skład półfinałów uzupełniły trzy zawodniczki z najlepszym czasem wśród przegranych (q).
Opracowano na podstawie materiału źródłowego.
Bieg 1
| Miejsce | Zawodniczka       | Czas | Uwagi |
| ------- | ----------------- | ---- | ----- |
| 1       | Wiera Komisowa    | 8,11 | Q     |
| 2       | Elżbieta Rabsztyn | 8,14 | Q     |
| 3       | Andrea Manke      | 8,29 | Q     |
| 4       | Helena Pihl       | 8,39 | q     |
| 5       | Patrizia Lombardo | 8,41 | q     |

Bieg 2
| Miejsce | Zawodniczka        | Czas | Uwagi |
| ------- | ------------------ | ---- | ----- |
| 1       | Grażyna Rabsztyn   | 7,98 | Q     |
| 2       | Natalja Lebiediewa | 8,06 | Q     |
| 3       | Lidija Guszewa     | 8,10 | Q     |
| 4       | Silvia Kempin      | 8,26 | q     |
| 5       | Lena Spoof         | 8,48 |       |

Bieg 3
| Miejsce | Zawodniczka     | Czas | Uwagi |
| ------- | --------------- | ---- | ----- |
| 1       | Zofia Bielczyk  | 8,04 | Q     |
| 2       | Nina Morgulina  | 8,27 | Q     |
| 3       | Doris Baum      | 8,40 | Q     |
| 4       | Anne-Marie Pira | 8,48 |       |

### Półfinały
Rozegrano 2 biegi półfinałowe, w których wystartowało 12 biegaczek. Awans do finału dawało zajęcie jednego z trzech pierwszych miejsc w swoim biegu (Q).
Opracowano na podstawie materiału źródłowego.
Bieg 1
| Miejsce | Zawodniczka       | Czas | Uwagi |
| ------- | ----------------- | ---- | ----- |
| 1       | Grażyna Rabsztyn  | 7,94 | Q     |
| 2       | Wiera Komisowa    | 8,00 | Q     |
| 3       | Nina Morgulina    | 8,05 | Q     |
| 4       | Lidija Guszewa    | 8,05 |       |
| 5       | Andrea Manke      | 8,34 |       |
| 6       | Patrizia Lombardo | 8,43 |       |

Bieg 2
| Miejsce | Zawodniczka        | Czas | Uwagi |
| ------- | ------------------ | ---- | ----- |
| 1       | Zofia Bielczyk     | 7,86 | Q     |
| 2       | Natalja Lebiediewa | 8,02 | Q     |
| 3       | Elżbieta Rabsztyn  | 8,03 | Q     |
| 4       | Silvia Kempin      | 8,17 |       |
| 5       | Helena Pihl        | 8,30 |       |
| 6       | Doris Baum         | 8,31 |       |

### Finał
Opracowano na podstawie materiału źródłowego.
| Miejsce | Zawodniczka        | Czas | Uwagi |
| ------- | ------------------ | ---- | ----- |
| 1       | Zofia Bielczyk     | 7,77 | WR    |
| 2       | Grażyna Rabsztyn   | 7,89 |       |
| 3       | Natalja Lebiediewa | 8,04 |       |
| 4       | Elżbieta Rabsztyn  | 8,05 |       |
| 5       | Wiera Komisowa     | 8,07 |       |
| 6       | Nina Morgulina     | 8,14 |       |